# Initiative Rote Tasche
Die Initiative Rote Tasche möchte auf den Gender-Pay-Gap, den Einkommensunterschied zwischen dem durchschnittlichen Brutto-Lohn von Frauen und Männern, aufmerksam machen. Die rote Tasche ist ein Sinnbild „für die Roten Zahlen in den (Geld)Taschen von Frauen“.
Seit den 1960er Jahren wird mit „Red Purse“-Aktionen in den USA auf die Einkommensunterschiede aufmerksam gemacht. In Deutschland wurde diese Idee 2007 von Business and Professional Women (BPW) Germany aufgegriffen. Aus der Initiative Rote Tasche entwickelte sich der Equal Pay Day in Deutschland.
Verschiedene Organisationen rufen am Equal Pay Day dazu auf, rote Taschen zu nutzen.